# Mason-Dixon-Linie

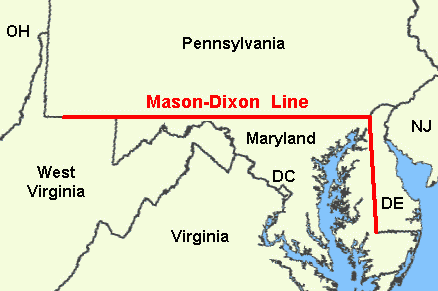
Die ursprüngliche Mason-Dixon-Linie

Die Mason-Dixon-Linie ist die historische Grenze zwischen den Nord- und den Südstaaten der USA, die im Wesentlichen in Ost-West-Richtung auf 39°43'20" nördlicher Breite verläuft. Sie wurde nach dem Astronomen Charles Mason und dem Geodäten Jeremiah Dixon benannt.

## Verlauf
Die Linie wurde zwischen 1763 und 1767 vermessen, um die bis heute gültige Grenze zwischen Pennsylvania und Maryland festzulegen und Streitigkeiten zwischen den Familien Penn und Calvert, die Pennsylvania bzw. Maryland beherrschten, zu beenden.
Der Streit war wegen einer fehlerhaften Landkarte entstanden. Auf ihrer Basis hatte die Charta des Königs Karl I. zur Gründung Marylands 1632 dieser Kolonie den Potomac River und das Territorium südlich des 40. Breitengrads zugesprochen. Demzufolge hätte ausgerechnet Philadelphia, die größte Stadt Pennsylvanias, auf dem Boden Marylands gelegen. Daher beauftragten die Familien Calvert und Penn Charles Mason und Jeremiah Dixon mit dem Vermessen einer neuen gültigen Grenze.
Die Mason-Dixon-Linie wurde 1977 von der American Society of Civil Engineers in die Liste der Historic Civil Engineering Landmarks aufgenommen.
Der Begriff „Mason-Dixon-Linie“ wird bis heute für die kulturelle Grenze zwischen den Nord- und Südstaaten verwendet, vor allem mit Bezug auf die Frage der Sklaverei, die südlich davon bis zum Ende der Amerikanischen Bürgerkrieges 1865 praktiziert wurde. Deshalb lebt in den Staaten südlich dieser Linie bis heute ein Großteil der afroamerikanischen Bevölkerung, die sich dort nach dem Ende der Sklaverei gegen verbreitete Unterdrückung und Diskriminierung zur Wehr setzen musste. Erst mit dem Civil Rights Act of 1964 wurden in dieser Region Rassentrennung und Black Codes aufgehoben. Weiterhin ist der Begriff eine der möglichen etymologischen Quellen der Begriffe „Dixie“ und „Dixieland“.

## Erwähnung in Musik, Literatur und Film
- Ein Song der US-Countryband Alabama mit dem Titel Dixieland Delight erwähnt die Mason-Dixon-Linie.
- Ein Song, in dem die Linie zur Sprache kommt, ist Across the Mason–Dixon Line, ein klassisches Beispiel des Barbershop.
- Die Linie spielt auch in dem Song Hey, Porter von Johnny Cash eine Rolle.[3]
- Mark Knopfler veröffentlichte 2000 den Song Sailing to Philadelphia, der die Geschichte der beiden Landvermesser Mason und Dixon erzählt.
- Thomas Pynchon veröffentlichte 1997 den Roman Mason & Dixon basierend auf der Entstehung dieser Linie.
- Rita Mae Brown lässt ihre Romane Jacke wie Hose, Bingo und Böse Zungen in dem fiktiven Ort Runnymede spielen, dessen Ortskern genau von der Mason-Dixon-Linie geteilt wird.
- Im Film Die Unbesiegten aus dem Jahr 1947 spielen Mason und Dixon eine Nebenrolle. Dort wird Bezug auf die Mason-Dixon-Linie genommen.
- Im Film Rocky Balboa aus dem Jahr 2006 heißt Rockys Gegner, der amtierende Weltmeister, Mason „The Line“ Dixon.[4]
- Im Song Northern Redneck von Aaron Lewis wird Bezug auf die Linie genommen („I'm a redneck north of the Mason-Dixon“)[5]